# Max Wiederkehr
Max Wiederkehr (* 14. September 1935 in Zürich; † 17. Dezember 2008 in Lupfig) war ein Schweizer Plastiker, Objektkünstler, Zeichner, Maler, Designer und Innenarchitekt.

## Leben und Werk
Max Wiederkehr absolvierte von 1950 bis 1953 eine Lehre zum Tapezierer und Dekorateur. Von 1955 bis 1958 besuchte er bei Willy Guhl die Abteilung Innenausbau an der Kunstgewerbeschule Zürich. 1959 arbeitete er im Atelier von François Stahly in Paris. 1960/1961 lebte Wiederkehr in Basel und arbeitete in verschiedenen Ateliers für Architekten und Produktgestaltung.
Ab 1963 teilte sich Wiederkehr ein Atelier mit Peter Stiefel in Kilchberg und betätigte sich bis 1967 als freier Künstler. Max Wiederkehr arbeitete u. a. mit Robert Haussmann zusammen, so 1965 für das Stadttheater Ingolstadt, wo Wiederkehr für den Konferenzbereich einige farbige Prismen schuf.
Max Wiederkehr erhielt 1968 ein Stipendium der Stadt Zürich. Zu Beginn der 1970er-Jahre unternahm er verschiedene Reisen durch Europa und die USA. Zwischen 1980 und 1983 hielt sich Wiederkehr verschiedentlich in Goa und Sri Lanka auf. Max Wiederkehr stellte seine Werke in Gruppen- und Einzelausstellungen aus.